# Daniel Onoriu
Daniel Onoriu (n. 8 aprilie 1978, București) este un pilot român de raliuri.
Daniel Onoriu este nepotul celebrei Gabi Luncă și al marelui acordeonist Ion Onoriu. Nu cântă la fel ca bunicii săi, dar este pasionat de mașini încă de la o vârstă fragedă. Este cunoscut în lumea sportului auto sub porecla de "Ono". De la 12 ani a fost "infestat" cu microbul vitezei. A câștigat pe rând diferite concursuri de karting, dar și de motociclism. După un accident de motocicletă devastator, petrecut în aprilie 2006, accident în urma căruia a stat 9 zile in comă, a fost nevoit să renunțe la motociclism.
Urmează cursurile școlii de pilotaj ale lui Titi Aur  și dobândește o pasiune pentru raliuri.
Debuteaza în anul 2006 la Raliul Hunedoarei. În scurt timp se face remarcat, datorită talentului nativ și ambiției enorme.
Daniel Onoriu are un palmares impresionant:..

## Palmares
2017 Nu participa in niciun campionat 
2016  Termina pe locul 3 la 8 zecimi de locul 1 in Campionatul National de Motociclism Viteza la prima etapa care s-a desfasurat in Grecia pe circuitul Serres iar la a doua etapa desfasurata in Romania pe circuitul de la Adancata cade si sufera 3 operatii in palma stanga si abandoneaza tot sezonul
2015 Debuteaza in Campionatul National de Motociclism Viteza si castiga titlul de Campion National SBK debutanti
2014 Lipseste la șase din cele opt etape ale sezonului și incheie anul pe poziția a 8 la Open și pe 7 la Grupa H, câștigând etapa de la Râșnov.
- RASNOV, UN TRASEU PE CARE SI-L ADJUDECASE SI IN TRECUT
Cu masina proaspat adusa din Ungaria, Daniel Onoriu s-a oprit la Brasov pentru a participa prima oara in acest an la o etapa nationala a campionatului de viteza in coasta: “Nu cunosteam masina, nu ma acomodasem cu ea, nu stiam exact cum franeaza pe traseu in urcare, dar stiam ca la Rasnov am castigat de multe ori si tot aici batusem “o masina senzationala”, Osella PA20S. Acum, eram constient ca nu cunosc masina si ca imi iesisem din forma ca si pilot, dar mi-am propus victoria. Eu merg la curse numai pentru victorie. Doar varul meu, Edu Stan, maestru al sportului, campion national 2013 dupa zece ani de pauza, a avut incredere in mine si mi-a spus dinainte ca voi castiga. Am fost foarte dezamagit de timpii mei din antrenamente si calificari. Dupa prima mansa de concurs cand am reusit sa dau jos 3 secunde, am prins curaj si am inteles ca masina e de partea mea, desi mai erau multe lucruri de rezolvat: spre exemplu, nu mergea turometrul, nu mergea wastgate-ul, nu mergea shift light-ul si nu stiam exact cand trebuie sa schimb, am facut totul dupa instincte si auz. Se pare ca am auzul bun, pentru ca in a doua mansa de concurs am reusit un timp foarte bun care mi-a adus victoria dupa o lunga pauza
2013 Anul acesta, nu este prezent in CNVC
2012 Dupa un an de pauza, revine in forta si cucereste a doua treapta a podiumului in cadrul grupei H. La sfarsitul campionatului obtine locul 6 la general.
2011 Anul acesta, nu este prezent in CNVC.
2010 Locul 3 la grupa H si locul 4 la general.
2009 Campion absolut CNVC cu patru victorii; o constanta remarcabila: nici un abandon si a terminat toate etapele pe podium
2008 CNVC - Mitsubishi Lancer Evo V - Locul trei la OPEN cu trei victorii
2007 CVCR: Vicecampion National, grupa H4 victorii in clasamentul general, de 2 ori locul II si cate un loc III, IV si V; CRR: Desi a fost primul an de participare, Daniel a obtinut clasarea pe locul 9 in clasamentul general si locul 9 in clasamentul grupei N
2005 Motociclism. Locul 4 - Superbike
2004 Motociclism, Locul 5 - Superbike
2003 Motociclism, Debut - locul 4 la prima participare
2001 Vicecampion National la Karting, clasa ICC 125 cc
2000 Debut karting, clasa ICC 125cc
1997 Vicecampion National la Karting, clasa 100cc FA
1996 Vicecampion
National la Karting, clasa 100cc FA